# Повітряна ціль

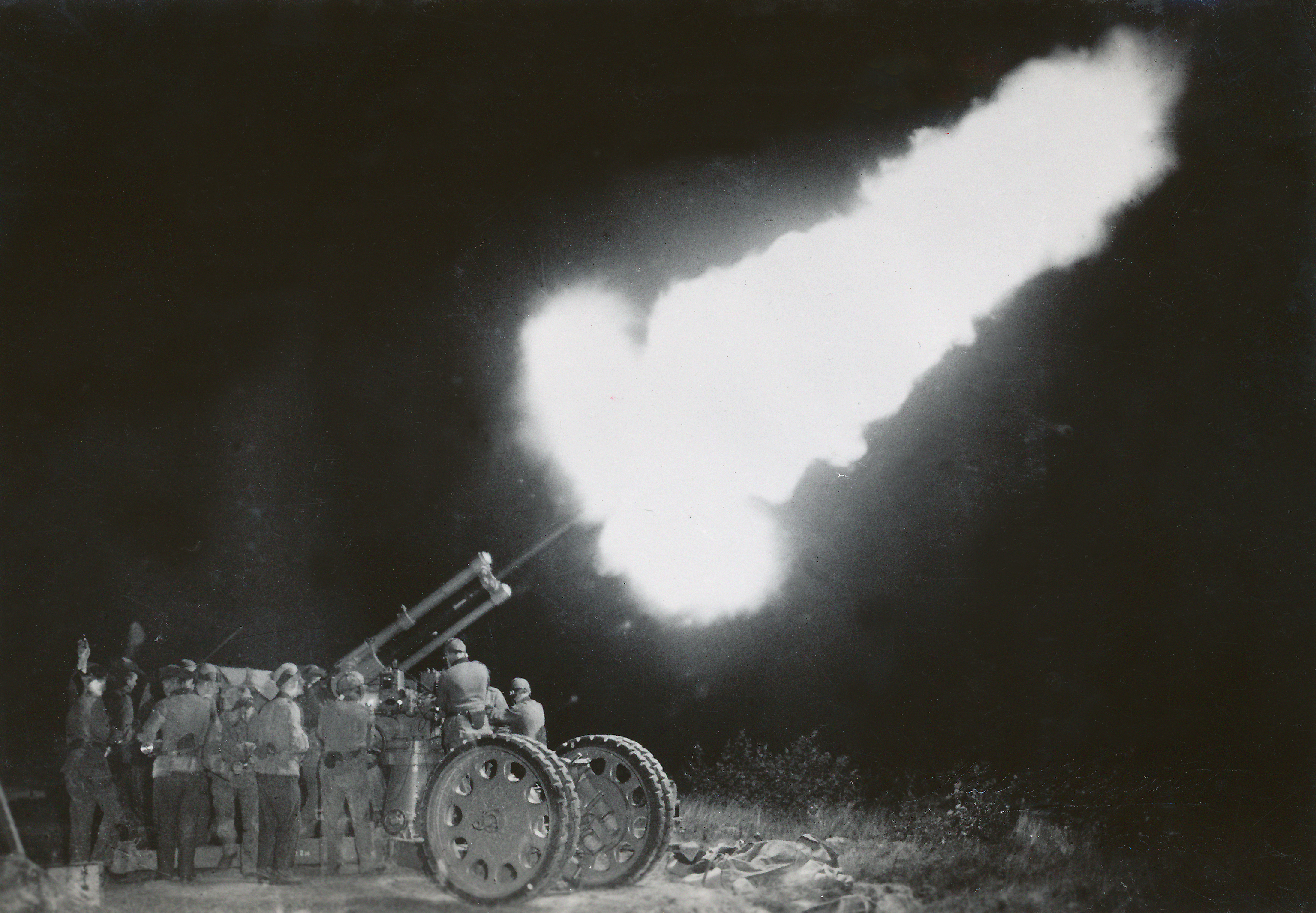
Зенітна установка веде вогонь по повітряній цілі

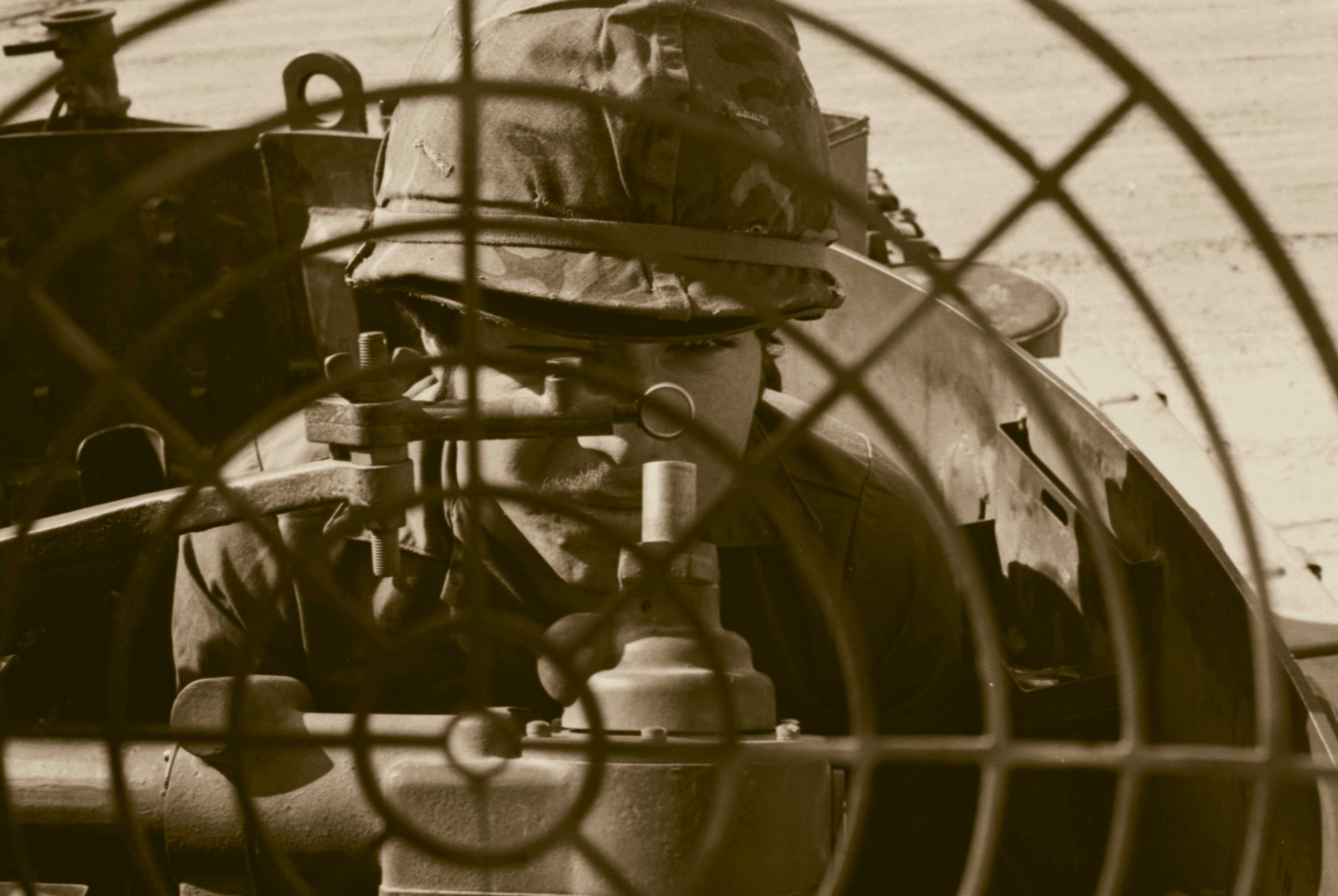
Зенітний приціл самохідної установки M42 для наведення на повітряну ціль

Пові́тряна ціль — об'єкт перехоплення (повітряне судно, космічний літальний апарат (на зльоті, при посадці або падінні), ракета тощо), заздалегідь виявлений, пізнаний і призначений для ураження засобами протиповітряної оборони наземного, морського та повітряного базування.